# Гахман, Ханс
Ханс Гахман (нем. Hans Hachmann; 1930—2004) — немецкий селекционер рододендронов.

## Биография
Ханс Гахман родился 5 апреля 1930 года в городе Бармштедт. Его отец, Джон Гахман в 1929 году основал питомник садовых растений специализирующийся на розах, вечнозелёных и почвопокровных растениях. После войны одним из основных направлений стало разведение плодовых деревьев. Ханс Гахман присоединился к фирме в 1950—1951 годах в возрасте 21 года. С его появлением питомник постепенно начал специализироваться на созданных им сортах рододендронов. Созданные Хансом сорта появились в продаже в 1974—1975 годах. Несколькими годами позже в садоводческих журналах начали появляться статьи о селекционере. В течение пятидесяти лет Хансом было создано более 400 новых сортов. Ханс Гахман скончался 5 марта 2004 года, отдыхая на острове Зильт.
Питомник Hachmannplatz в настоящее время руководит его сын Хольгер Гахман с женой Эдит, продолжая заниматься рододендронами. Один из его собственных сортов в 2009 году был назван в честь отца 'Hans Hachmann'.
Общая площадь питомника 27 акров, из них 16 акров используется под выращивание растений открытого грунта. Рододендроны и азалии составляют 65 % продукции питомника (свыше 200 тысяч растений в год). Оставшиеся 150 000 — вечнозеленые растеня и декоративные кустарники. Вся территория орошается посредством автоматической системы полива. Метеостанция обеспечивает непрерывную запись температуры и влажности.

## Некоторые сорта созданные Хансом Гахманом
- 'Fantastica'
- 'Hachmann's Constanze'
- 'Hachmann's Ornament'
- 'Holstein'
- 'Gradito'
- 'Kokardia'
- 'Kalinka'
- 'Lamentosa'
- 'Nabukko'
- 'Schneekrone'
- 'Silberglanz'
- 'Silvetta'